# Ewald Ernst
Ewald Ernst (* 12. Juni 1921 in Bonn; † 24. Juni 2001 Bonn) war ein deutscher Politiker (CDU) und Fraktionsgeschäftsführer im Sachsen-Anhaltischen Landtag. Unter dem Vorwurf der Spionage vom sowjetischen Geheimdienst NKWD verhaftet, verbrachte er 82 Monate in politischer Haft.

## Leben
Ewald Ernst wurde 1921 als eines von drei Kindern eines Ingenieurs geboren. Als ältestes Kind der Familie erhielt er den Namen des Vaters. Seine Kindheit verbrachte Ernst in Bad Godesberg. 1939 wurde er als technischer Zeichner dienstverpflichtet und arbeitete wie sein Vater für die Junkers Flugzeug- und Motorenwerke in Dessau. Im April 1942 erfolgte seine Einberufung zur Wehrmacht. Obwohl zum Funker ausgebildet, wurde er weiter als technischer Zeichner für eine Kieler Firma eingesetzt. Erst Ende 1944 wurde er nach Königgrätz versetzt, wo er im Mai 1945 als Funknachrichten-Obergefreiter in sowjetische Kriegsgefangenschaft geriet.
Im September 1945 wurde er entlassen und nahm seine Tätigkeit als technischer Zeichner für die Junkerswerke wieder auf. Da er schon als Kind lieber katholischer Priester werden wollte, schloss er sich dem „Arbeitskreis junger Katholiken“ der CDU in Dessau an. Einen Beitritt zur FDJ lehnte er hingegen ab. Als Vertreter der Jugend wurde er im Februar 1946 in den Vorstand der CDU-Dessau gewählt und stieg bis April zum hauptamtlichen Jugendreferenten des CDU-Landesverbands Sachsen-Anhalt auf. Auf dem Parteitag Ende April 1946 wurde Ernst in den Landesvorstand der Partei gewählt. Als Delegierter nahm er im Juni 1946 am ersten Parteitag der CDU in Berlin teil und vertrat fortan die Junge Union im Vorstand der Partei. Bei der Landtagswahl am 20. Oktober 1946 errang die CDU trotz umfangreicher Behinderungen 21,8 % der Stimmen und Ewald zog als jüngster Abgeordneter über die Landesliste in den Landtag ein. Dort übernahm er den Posten des Fraktionsgeschäftsführers und Schriftführers.
In Gesprächen mit Konrad Kardinal von Preysing sowie dem amerikanischen Jungoffizier Janssen erhielt Ernst umfangreiche Berichte über die Verfolgungen, Rechtsverletzungen und Verhaftungen in der sowjetischen Besatzungszone. Von der Sowjetischen Militäradministration erhielt Ernst im Januar 1947 keine Reiseerlaubnis für das 1. Deutschlandtreffen der Jungen Union in Königstein. Stattdessen wurde er trotz seiner Immunität als Landtagsabgeordneter am 16. März unweit seiner Wohnung von der sowjetischen Geheimpolizei verhaftet. Er wurde ins NKWD-Untersuchungsgefängnis Potsdam-Lindenstraße eingeliefert, wo er auf weitere verhaftete Christdemokraten traf. In mehrstündigen Verhören mit physischer Folter beschuldigte man Ernst der Spionage für die Amerikaner. Im April 1947 wurde er ins zentrale Untersuchungsgefängnis nach Hohenschönhausen verlegt. Im sogenannten „U-Boot“ wurde er 20 Monate lang in einer 5 m² großen, fensterlosen Zelle in strenger Isolationshaft gehalten. Am 13. Dezember 1948 wurde in Berlin-Lichtenberg der Prozess gegen Ernst und sechs weitere Angeklagte eröffnet. Ernst wurde zu 25 Jahren Arbeitslager verurteilt und in die Haftanstalt Bautzen I verlegt. Nach fünfjähriger Haft wurde er am 18. Januar 1954 infolge einer Amnestie in die Bundesrepublik entlassen. Dort nahm er 1957 eine Stelle als Referent im hessischen Sozialministerium an. Von 1963 bis zu seiner Pensionierung war er Oberamtsrat im Bundesministerium für Soziales in Bonn. In der Bundesrepublik kandidierte er für die CDU bei der Bundestagswahl 1957 erfolglos auf der hessischen Landesliste.
Für seinen Einsatz für eine bessere Versorgung kranker und behinderter Menschen wurde er am 13. Januar 1981 mit dem Bundesverdienstkreuz am Bande ausgezeichnet. 1994 wurde er vom russischen Generalstaatsanwalt als „Opfer politischer Repression“ rehabilitiert.

## Publikationen
- Erinnerungen. Bad Godesberg, 1992.
- Ein guter Kampf. Fakten, Daten, Erinnerungen 1945-1954. Konrad-Adenauer-Stiftung 1998, ISBN 3-89665-116-1.
- Die Stille einer Grabkammer. In: Hubertus Knabe (Hrsg.): Gefangen in Hohenschönhausen. Berlin 2007, S. 60–67.